# گیرنده بویایی
پروتئین گیرنده‌ایست که در غشای سلول عصبی بویایی قرار دارد. فعال شدن این گیرنده، چرخه تولید سیگنالی را درون سلول بویایی به راه می‌اندازد و پتانسیل عمل حاصل از این چرخه اطلاعات را به سمت مغز هدایت می‌کند.
این گیرنده عضو خانواده پروتئین‌های جی بوده
و شامل ۸۰۰ ژن در انسان و ۱۴۰۰ ژن در موش می‌باشند.
گیرنده‌های بویایی مهره‌داران در سیناپس سلول‌های بویایی قرار دارند که در سیلیای حاضر در اپیتلیم هستند
و گیرنده‌های بویایی حشرات در شاخک و دیگر ارگان‌هایش قرار دارد
. این گیرنده‌ها در کموتاکسی اسپرم کمک می‌کنند تا اسپرم تخمک را به نوعی بو کند و بیابد.

## شیوه کارکرد
گیرنده‌های بویایی اختصاص به لیگاند خاصی ندارند و هر کدام به مقادیر متفاوت، تحت تأثیر رنجی از ماده‌های بودار قرار می‌گیرند. هر ماده بودار نیز رنجی از گیرنده‌های متنوع را با شدت‌های متفاوت تحت تأثیر قرار می‌دهد. حاصل این دو فرایند پدیده‌ای را موجب می‌شود که کدگزاری ترکیبی در بویایی نامیده می‌شود
که به انسان توانایی حس کرده میلیون‌ها بوی مختلف را می‌دهد.
تئوری‌های متفاوتی برای توصیف مکانیزم برهمکنش مولکول بودار و گیرنده‌های بویایی وجود دارد. تئوری لرزشی بویایی و تئوری شکل بویایی غالب تر از دیگران هستند.
تئوری لرزشی بویایی با نگاهی کوانتومی بیان می‌دارد که گیرنده بویایی گافی از انرژی دارد، انرژی این گاف برابر با انرژی ناحیه فروسرخ است. با توجه به این نکته که مدهای نوسانی مولکولی‌ها نیز در این ناحیه می‌باشند، هنگامی که مولکولهای بودار از مخاط بینی گذشته و به گیرنده‌ای می‌رسند، تنها مولکول‌هایی با گیرنده برهمکنش ایجاد می‌کنند که مد ارتعاشی با انرژی متناسب با گاف انرژی گیرنده داشته باشند. حاصل این تناسب تونل زنی غیرکشسان الکترونی و سپس تغییر ساختار گیرنده برای ایجاد پیوند با پروتئین جی است.
این تئوری پس از ارائه بسیار پر سر و صدا شد و شواهد موافق و مخالفی برای آن وجود دارد.
تئوری شکل که به نسبت قدیمی تر و پرطرفدار تر است بیان می‌کند که در قسمتی از گیرنده که مولکولها به آن می‌چسبند حفره‌ای با شکلی مشخص موجود است و تنها مولکولهایی با ساختار فضایی مشخص که شکلی همانند این حفره دارند با گیرنده برهمکنش می‌کنند.
اخیراً دانشمندان ایرانی نیز درصدد حل مسئله مکانیسم بویایی برآمده‌اند. شواهدی بدست آمده که رفتار گیرنده‌های بویایی متأثر از حجم مولکولی مولکولهای معطر است. پژوهشگران در این پژوهش مدلی را ارائه داده‌اند که مبتنی بر حجم و کشسانی محل اتصال گیرنده‌های بویایی با مولکول بودار است. همچنین نتایج این تحقیق تأییدی بر نظریه کدگذاری ترکیبی در بویایی بوده و شواهدی را دربردارد که حجم مولکولی ماده‌های بودار از عوامل مهمی است که به انسان توانایی درک بوهای متنوع با شدت‌های متفاوت را می‌دهد.
حاصل تحقیقات دیگری نیز نشان می‌دهد که کایرالیتی ایزومرهای مولکول انانتیومر بر تونل زنی غیرکشسان الکترونی تأثیر می‌گذارد که نتیجه‌ای در راستای تقویت تئوری لرزشی است.